# Рязанов, Евгений Фёдорович
Евгений Фёдорович Рязанов — советский инженер в области ракетостроения, кандидат технических наук, руководитель 29-го отдела ОКБ-1, популяризатор космонавтики.
Он был одним из ведущих руководителей по разработке первых искусственных спутников Земли: «Зенит» «Электрон», «Молния-1», пилотируемых кораблей «Восток», «Восход» и «Союз» по части работ над эскизными проектами, разработок проектной и конструкторской документации, экспериментальной и лётной отработки космических аппаратов.

## Биография
Родился 5 августа 1923 года в городе Екатеринославе (ныне Днепропетровск).
Отец, Фёдор Фёдорович Рязанов, был видным государственным деятелем, Героем Социалистического Труда, директором ряда предприятий металлургической промышленности.
В 1948 году окончил Московское высшее техническое училище (ныне МГТУ им. Баумана). Сразу после этого поступил на работу в опытное конструкторское бюро НИИ-88 инженером. После выделения из НИИ-88 ОКБ-1 под руководством С. П. Королёва стал работать там.
Евгений Фёдорович Рязанов был одним из основных исполнителей по теме Н3 «Исследование перспектив создания ракет дальнего действия различных типов с дальностью полёта 5000—10 000 километров с массой боевой части 1—10 тонн» и Т-1 «Теоретические и экспериментальные исследования по созданию двухступенчатой баллистической ракеты с дальностью полёта 7000—8000 километров» . Результатом работы было создание ракеты-носителя Р-7.
В 1958 году после запуска первых спутников Высшая аттестационная комиссия СССР на основании представленных научных трудов, отзывов о научной и инженерной деятельности присудила без защиты диссертации учёную степень кандидата технических наук.
В 1961 году получил должность заместителя начальника отдела № 9, которым руководил Михаил Клавдиевич Тихонравов. В этом же году возглавил выделившийся специализированный отдел № 29.
Эта группа занималась проектированием приборного отсека и установки в нём тормозной двигательной установки для фото-разведчика Зенит, и его клона космического корабля Восток.
В 1964 году, после перенесённого инфаркта, личным распоряжением Главного конструктора , Евгений Фёдорович Рязанов был переведён на должность начальника сектора и заместителя начальника 29-го отдела.
В 1968 году ему было присвоено учёное звание доцента.
С 1974 года он являлся научным руководителем тематического направления.
Скончался 13 августа 1975 года. Похоронен в Москве на Востряковском кладбище.

## Награды и титулы
- орден «Знак Почёта»
- орден Трудового Красного Знамени
- орден Ленина
- Лауреат Ленинской премии[6]